# Korończyk
Korończyk (Microgoura meeki) – wymarły gatunek ptaka z rodziny gołębiowatych (Columbidae). Był dużym gołębiem rozmiarów kurczaka, z charakterystycznym pióropuszem na głowie. Zamieszkiwał lasy tropikalne Wysp Salomona. Wyginął na skutek drapieżnictwa zdziczałych psów i kotów.

## Historia
Korończyk jest jedynym przedstawicielem rodzaju Microgoura. Został on odkryty w 1904 roku przez Alberta Stewarta Meeka, który ustrzelił 6 tych gołębi i znalazł jedno jajo na wyspie Choiseul w archipelagu Wysp Salomona, gdzie prawdopodobnie był on gatunkiem endemicznym. Zdobycze zostały przekazane do Muzeum Historii Naturalnej w Tring, gdzie gatunek został opisany przez lorda Waltera Rothschilda, który nadał mu łacińską nazwę Microgoura meeki, na cześć odkrywcy. Angielska nazwa gołębia, Choiseul Pigeon, pochodzi natomiast od nazwy wyspy, na której został odkryty. Lokalnie, przez mieszkańców wyspy nazywany jest Kukuru-ni-lua, co oznacza gołębia ziemi.
Ze względu na trudności finansowe Rothschilda, pięć skór ptaków zostało sprzedanych do Amerykańskiego Muzeum Historii Naturalnej w Nowym Jorku, gdzie znajduje się również znany obraz tego gołębia namalowany przez Johna Gerrarda Keulemansa.
W późniejszych ekspedycjach badawczych w latach 1927 i 1929, pomimo poszukiwań i wywiadów z mieszkańcami nie odnotowano żadnego osobnika, i ostatecznie 1994 roku został on wpisany na listę gatunków wymarłych. Jego wyginięcie było prawdopodobnie spowodowane polowaniami i drapieżnictwem zdziczałych psów i kotów sprowadzonych na wyspę.

## Opis gatunku
Gołąb ten miał w przybliżeniu 30 cm długości i wielkością przypominał kurczaka. Na czubku głowy znajdował się charakterystyczny pióropusz, podobnie jak u korońców. Twarz była koloru czarnego, zakończona czerwonym odcieniem. Reszta głowy, wierzch ciała i skrzydła były oliwkowobrązowe. Brzuch miał kasztanowy, a ogon ciemnobrązowy z odcieniem purpury. Górna część dzioba była czarna, natomiast dolna czerwona. Czerwone były również nogi. Nie wiadomo, czy istniały różnice między płciami. Nieznane są również jego zwyczaje żywieniowe, rozród i zachowanie. Prawdopodobnie był gatunkiem leśnym, zamieszkującym tropikalne i subtropikalne lasy nizinne.